# Seznam znanstvenih konferenc s področja računalništva
To je seznam akademskih konferenc s področja računalniških znanosti. Večina konferenc je vsakoletni dogodek, redkeje dvoletni.

## Algoritmiin računalniška teorija
- STOC - ACM Symposium on Theory of Computing [1][2][3]
- FOCS - IEEE Symposium on Foundations of Computer Science [1][2]
- SODA - ACM–SIAM Symposium on Discrete Algorithms [1][2]
- LICS - IEEE Symposium on Logic in Computer Science [1][2][3]
- CRYPTO - International Cryptology Conference [1][3][4]
- SoCG - ACM Symposium on Computational Geometry [2][5]
- ICALP - International Colloquium on Automata, Languages and Programming [2][5]
- COLT - Conference on Learning Theory [1][2][6]

formerly: "Conference on Computational Learning Theory"
- CADE - Conference on Automated Deduction [2][5]
- IJCAR - International Joint Conference on Automated Reasoning [1]
- CCC -  Conference on Computational Complexity [5]

formerly: "Structure in Complexity Theory Conference"
- STACS - Symposium on Theoretical Aspects of Computer Science [5]
- ISAAC - International Symposium on Algorithms and Computation [5]
- ISSAC - International Symposium on Symbolic and Algebraic Computation [1][7]
- ESA - European Symposium on Algorithms [5]
- WADS - Algorithms and Data Structures Symposium [5]

formerly: "Workshop on Algorithms and Data Structures"
- FSTTCS - IARCS Conference on Foundations of Software Technology and Theoretical Computer Science [5]
- TABLEAUX - International Conference on Automated Reasoning with Analytic Tableaux and Related Methods [5]
- GD - International Symposium on Graph Drawing [5]
- IPCO - Conference on Integer Programming and Combinatorial Optimization [5]
- ALENEX - Workshop on Algorithm Engineering and Experiments [5]
- COCOON - International Computing and Combinatorics Conference [5]

See also distributed and parallel computing below for conferences such as PODC, SPAA, DISC, SIROCCO and OPODIS, which focus on algorithms and theory of computation from the perspective of distributed and parallel systems.

## Umetna inteligenca
- AAAI - AAAI Conference on Artificial Intelligence [1][8][9]

a.k.a. "National Conference of the American Association for Artificial Intelligence"
- IJCAI - International Joint Conference on Artificial Intelligence [1][8][9]
- KR - International Conference on the Principles of Knowledge Representation and Reasoning [1][3][8]
- UAI - Conference on Uncertainty in Artificial Intelligence [1][6][8]
- AAMAS - International Conference on Autonomous Agents and Multiagent Systems [1][8]

merger of: "International Conference on Autonomous Agents", ATAL - "Workshop on Agent Theories, Architectures, and Languages", ICMAS - "International Conference on Multiagent Systems"
- ICAPS - International Conference on Automated Planning and Scheduling [1][8]

merger of: AIPS - "Artificial Intelligence Planning Systems", ECP - "European Conference on Planning"
- ECAI - European Conference on Artificial Intelligence [5]
- JELIA - European Conference on Logics in Artificial Intelligence [5]
- ISAIM - International Symposiums on Artificial Intelligence and Mathematics [5]
- AIED - International Conference on Artificial Intelligence in Education [5]
- ICML - International Conference on Machine Learning [1][6][9]
- NIPS - Conference on Neural Information Processing Systems [1]
- FOGA - Foundations of Genetic Algorithms [1]

## Teorija avtomatovinteorija formalnih jezikov
- ICALP - International Colloquium on Automata, Languages and Programming [2][5]
- DLT - International Conference on Developments in Language Theory
- CIAA - International Conference on Implementation and Application of Automata

formerly: WIA - "Workshop on Implementation of Automata"
- DCFS - International Workshop on Descriptional Complexity of Formal Systems

merger of: DCAGRS - "Descriptional Complexity of Automata, Grammars and Related Structures", FDSR - "Formal Descriptions and Software Reliability"

## Bioinformatikainračunalniška biologija
- ISMB - International Conference on Intelligent Systems for Molecular Biology [5][10]
- IJCBS - International Joint Conferences on Bioinformatics, Systems Biology and Intelligent Computing
- RECOMB - International Conference on Research in Computational Molecular Biology [5][10]
- PSB - Pacific Symposium on Biocomputing
- WABI - Workshop on Algorithms in Bioinformatics

## Računalniška grafika
- SIGGRAPH - International Conference on Computer Graphics and Interactive Techniques [1][9][11]
- I3D - ACM SIGGRAPH Symposium on Interactive 3D Graphics and Games [1][9][11]

a.k.a. SI3D, I3DG
- Vis - IEEE Visualization Conference [5]
- Eurographics - Annual Conference of the European Association for Computer Graphics [5]
- ACM SIGGRAPH/Eurographics Conference on Graphics Hardware [11]
- InfoVis - IEEE Information Visualization Conference [1]
- SCA - ACM SIGGRAPH/Eurographics Symposium on Computer Animation [5]
- CGI - Computer Graphics International [5]
- GraphiCon - International Conference on Computer Graphics and Vision

## Računalniška omrežja
See also conferences on distributed and parallel computing and conferences on wireless sensor networks below for more conferences related to networking.
- SIGCOMM - ACM SIGCOMM Conference [1][9][12]
- MobiCom - ACM International Conference on Mobile Computing and Networking [1][9][12]
- SOSP - ACM Symposium on Operating Systems Principles [1][9][13]
- OSDI - USENIX Symposium on Operating Systems Design and Implementation [1][9][13]
- NSDI - USENIX Symposium on Networked Systems Design and Implementation [5]
- MobiHoc - ACM International Symposium on Mobile Ad Hoc Networking and Computing [5][12]
- USENIX Security Symposium [5]
- IMC - Internet Measurement Conference [5]
- USENIX - USENIX Annual Technical Conference[5][9][13]
- EuroSys - European Conference on Computer Systems [5]
- SIGMETRICS - ACM SIGMETRICS Conference [1][3][13]

a.k.a. "ACM Conference on Measurement and Modeling of Computer Systems"
- MobiSys - International Conference on Mobile Systems, Applications, and Services [5]
- HotNets - ACM Workshop on Hot Topics in Networks [5]
- INFOCOM - IEEE Conference on Computer Communications [1][12]
- ICNP - IEEE International Conference on Network Protocols [5][12]
- HotMobile - International Workshop on Mobile Computing Systems and Applications [12]

formerly: WMCSA
- ICDCS - International Conference on Distributed Computing Systems [5][14][15][16]
- PerCom - IEEE International Conference on Pervasive Computing and Communications [1]
- MSWiM - ACM International Conference on Modeling, Analysis and Simulation of Wireless and Mobile Systems [5][17]
- IM - IFIP/IEEE International Symposium on Integrated Network Management [5]
- ICC - IEEE International Conference on Communications [5]
- GlobeCom - IEEE Global Communications Conference

a.k.a. "Global Telecommunications Conference"
- ICCCN - International Conference on Computer Communications and Networks [5]
- MobiQuitous - International Conference on Mobile and Ubiquitous Systems: Computing, Networking and Services [5]
- Networking - IFIP International Conference on Networking [5]
- LCN - IEEE Conference on Local Computer Networks [5]

## Računalniški vid
- ICCV - International Conference on Computer Vision [1][3][18]
- CVPR - Conference on Computer Vision and Pattern Recognition [5][18]
- ECCV - European Conference on Computer Vision [3][5][18]
- BMVC - British Machine Vision Conference [5][18]
- ICVGIP - Indian Conference on Computer Vision, Graphics and Image Processing

## Izobraževanje v računalništvu
- SIGCSE - ACM Technical Symposium on Computer Science Education [5][19]
- ITiCSE - ACM-SIGCSE Annual Conference on Innovation and Technology in Computer Science Education [5][19]

a.k.a. "Integrating Technology into Computer Science Education"
- ITS - International Conference on Intelligent Tutoring Systems [5][19]
- ICALT - International Conference on Advanced Learning Technologies [5]
- AIED - International Conference on Artificial Intelligence in Education [5]
- CSCL - International Conference on Computer Supported Collaborative Learning [1]

## Poatkovne zbirke,information retrievalinpodatkovno rudarjenje
- SIGMOD - ACM SIGMOD Conference [1][3][20]

a.k.a. "ACM SIGMOD International Conference on Management of Data"
- VLDB - International Conference on Very Large Data Bases [1][20]
- PODS - ACM Symposium on Principles of Database Systems [1][9][20]
- SIGIR - Annual International ACM SIGIR Conference [1][21]

a.k.a. ACM International Conference on Research and Development in Information Retrieval
- KDD - ACM SIGKDD Conference on Knowledge Discovery and Data Mining [1][3][22]
- ICDE - International Conference on Data Engineering [1][20]
- CIDR - Conference on Innovative Data Systems Research [5]
- ICDT - International Conference on Database Theory [5][20]
- SSTD - Symposium on Spatial and Temporal Databases [5][20]

formerly: SSD - "Symposium on Large Spatial Databases"
- ICIS - International Conference on Information Systems [1]
- EDBT - International Conference on Extending Database Technology [5][20]
- CIKM - ACM Conference on Information and Knowledge Management [5][20]
- WebDB - International Workshop on the Web and Databases [9]
- CoopIS - International Conference on Cooperative Information Systems [5]
- SSDBM - International Conference on Scientific and Statistical Database Management [5]
- SDM - SIAM International Conference on Data Mining [5]
- CAiSE - Conference on Advanced Information Systems Engineering [5]
- DEXA - International Conference on Database and Expert Systems Applications [5]
- DBSec - Annual IFIP WG 11.3 Working Conference on Data and Applications Security [5]

formerly: "IFIP Workshop on Database Security"
- IDEAS - International Database Engineering & Applications Symposium [23]
- DASFAA - International Conference on Database Systems for Advanced Applications [5]
- ECIS - European Conference on Information Systems [5]

## Porazdeljeno računstvoinparalelno računstvo
- PODC - ACM Symposium on Principles of Distributed Computing [1][14][24]
- PPoPP - ACM SIGPLAN Symposium on Principles and Practice of Parallel Programming  [5][9][14][15]
- SPAA - ACM Symposium on Parallelism in Algorithms and Architectures [5][14][15][16][24]
- SC - ACM/IEEE International Conference for High Performance Computing, Networking, Storage, and Analysis  [5][14]

a.k.a. "SUPER", "ACM/IEEE Conference on Supercomputing", "SC Conference"
- ICS - International Conference on Supercomputing  [5][14]
- ICDCS - International Conference on Distributed Computing Systems [5][14][15][16]
- HPDC - International Symposium on High Performance Distributed Computing  [5][14]
- ICPP - International Conference on Parallel Processing  [5]
- SRDS - IEEE International Symposium on Reliable Distributed Systems [5][16]

formerly: "Symposium on Reliability in Distributed Software and Database Systems"
- DISC - International Symposium on Distributed Computing [5][15][16][24]

formerly: WDAG - "Workshop on Distributed Algorithms"
- PACT - International Conference on Parallel Architectures and Compilation Techniques  [5]
- IPDPS - IEEE International Parallel and Distributed Processing Symposium [5]

merger of: IPPS - "International Parallel Processing Symposium", SPDP - "Symposium on Parallel and Distributed Processing"
- P2P - International Conference on Peer-to-Peer Computing  [5]
- DAS-P2P - International Workshop on Dependable and Sustainable Peer-to-Peer Systems
- Euro-Par Conference  [5]

a.k.a. "European Conference on Parallel Processing", "European Conference on Parallel Computing"
- FORTE - IFIP International Conference on Formal Techniques for Networked and Distributed Systems  [5]

formerly: "International Conference on Formal Description Techniques for Distributed Systems and Communication Protocols", "International Conference on Formal Description Techniques"
- Grid - IEEE/ACM International Conference on Grid Computing  [5]
- SIROCCO - International Colloquium on Structural Information and Communication Complexity  [15][16]
- CLUSTER - IEEE International Conference on Cluster Computing   [5]

formerly: IWCC - "IEEE International Workshop on Cluster Computing"
- HiPC - International Conference on High Performance Computing [5]
- OPODIS - International Conference on Principles of Distributed Systems  [15][16]

## Računalniški hardverinračunalniška arhitektura
- ASPLOS - International Conference on Architectural Support for Programming Languages and Operating Systems [1][9][13][25]
- ISCA - International Symposium on Computer Architecture [1][9][25]
- DAC - Design Automation Conference [5][25]
- MICRO - IEEE/ACM International Symposium on Microarchitecture [5][9][25]
- ICCAD - International Conference on Computer-Aided Design [5][25]
- HPCA - International Symposium on High-Performance Computer Architecture [1][3][25]
- FCCM - IEEE Symposium on Field-Programmable Custom Computing Machines [5]
- ISPD - International Symposium on Physical Design
- DATE - Design, Automation, and Test in Europe [5]
- ECRTS - Euromicro Conference on Real-Time Systems [5]
- ASP-DAC - Asia and South Pacific Design Automation Conference
- VLSID - International Conference on VLSI Design
- ISCAS - IEEE International Symposium on Circuits and Systems
- ISSCC - International Solid-State Circuits Conference [5]

## Interakcija človek-stroj
- CHI - ACM Conference on Human Factors in Computing Systems [1][3][26]
- CSCW - Conference on Computer Supported Cooperative Work [5][26]
- UIST - ACM Symposium on User Interface Software and Technology [3][5][26]
- IUI - International Conference on Intelligent User Interfaces [5]
- DIS - Designing Interactive Systems [5]
- INTERACT - IFIP Conference on Human-Computer Interaction [5]
- MobileHCI - Conference on Human-Computer Interaction with Mobile Devices and Services [5]
- SIGDOC - ACM International Conference on Design of Communication
- VL/HCC - IEEE Symposium on Visual Languages and Human-Centric Computing [5]

## Strojno učenjeandprepoznava vzorcev
- ICML - International Conference on Machine Learning [1][6][9]
- UAI - Conference on Uncertainty in Artificial Intelligence [1][6][8]
- COLT - Conference on Learning Theory [1][2][6]

formerly: "Conference on Computational Learning Theory"
merger of: COLT, EuroCOLT - "European Conference on Computational Learning Theory"
- ECML PKDD - European Conference on Machine Learning and Principles and Practice of Knowledge Discovery in Databases [5][6]

merger of: ECML - "European Conference on Machine Learning", PKDD - "European Conference on Principles and Practice of Knowledge Discovery in Databases"
formerly: EWSL - "European Working Session on Learning", PKDD - "European Symposium on Principles of Data Mining and Knowledge Discovery from Databases"
- NIPS - Conference on Neural Information Processing Systems [1]
- ICPR - International Conference on Pattern Recognition [5]
- MLMTA - International Conference on Machine Learning: Models, Technologies & Applications
- IJCNN - International Joint Conference on Neural Networks [5]
- SSPR - International Workshop on Structural and Syntactic Pattern Recognition [5]

## Multimedia
- MM - ACM International Conference on Multimedia [1][27]

a.k.a. ACMMM - "ACM Multimedia Conference"
- ICME - IEEE International Conference on Multimedia and Expo [5]

a.k.a. ICMCS - "International Conference on Multimedia Computing and Systems"
- ICIP - IEEE International Conference on Image Processing [5]
- MIR - ACM International Conference on Multimedia Information Retrieval [5]
- CAIP - International Conference on Computer Analysis of Images and Patterns [5]
- WoWMoM - IEEE International Symposium on a World of Wireless, Mobile and Multimedia Networks [5]

formerly: "International Workshop on Wireless Mobile Multimedia"
- ICIAP - International Conference on Image Analysis and Processing [5]

## Operacijski sistem,Računalniška omrežjainsistemi za shranjevanje podatkov
See also conferences on distributed and parallel computing and conferences on computer networking for more conferences related to networked systems.
- SIGCOMM - ACM SIGCOMM Conference [1][9][12]
- SOSP - ACM Symposium on Operating Systems Principles [1][9][13]
- ASPLOS - International Conference on Architectural Support for Programming Languages and Operating Systems [1][9][13][25]
- OSDI - USENIX Symposium on Operating Systems Design and Implementation [1][9][13]
- NSDI - USENIX Symposium on Networked Systems Design and Implementation [5]
- MobiCom - ACM International Conference on Mobile Computing and Networking [1][9][12]
- USENIX Security Symposium [5]
- USENIX - USENIX Annual Technical Conference [5][9][13]
- EuroSys - European Conference on Computer Systems [5]
- SIGMETRICS - ACM SIGMETRICS Conference [1][3][13]

a.k.a. "ACM Conference on Measurement and Modeling of Computer Systems"
- WWW - World Wide Web Conference [1][28]
- MobiSys - International Conference on Mobile Systems, Applications, and Services [5]
- SC - ACM/IEEE International Conference for High Performance Computing, Networking, Storage, and Analysis  [5][14]

a.k.a. "SUPER", "ACM/IEEE Conference on Supercomputing", "SC Conference"
- ICDCS - International Conference on Distributed Computing Systems [5][14][15][16]
- HPDC - International Symposium on High Performance Distributed Computing  [5][14]
- Middleware - ACM/IFIP/USENIX International Middleware Conference [5]
- HotOS - Workshop on Hot Topics in Operating Systems [5][9][13]
- HotMobile - International Workshop on Mobile Computing Systems and Applications [12]

formerly: WMCSA
- DSN - International Conference on Dependable Systems and Networks [1]
- NOSSDAV - International Workshop on Network and Operating Systems Support for Digital Audio and Video [5][9][12][13]
- MASCOTS - IEEE/ACM International Symposium on Modelling, Analysis and Simulation of Computer and Telecommunication Systems [5]

## Programski jeziki
- POPL - Symposium on Principles of Programming Languages [1][9][29]
- PLDI - ACM SIGPLAN Conference on Programming Language Design and Implementation [1][9][29]
- ASPLOS - International Conference on Architectural Support for Programming Languages and Operating Systems [1][9][13][25]
- ECOOP - European Conference on Object-Oriented Programming [5][9][29]
- OOPSLA - Conference on Object-Oriented Programming, Systems, Languages, and Applications [1][9][29]
- ICLP - International Conference on Logic Programming [3][5][29]

a.k.a. JICSLP - "Joint International Conference and Symposium on Logic Programming"
- ICFP - International Conference on Functional Programming [1][3][29]
- ESOP - European Symposium on Programming [3][5][29]
- CP - International Conference on Principles and Practice of Constraint Programming [5]
- CC - International Conference on Compiler Construction [5]
- PADL - International Symposium on Practical Aspects of Declarative Languages [5]
- LOPSTR - International Symposium on Logic-based Program Synthesis and Transformation
- FLOPS - International Symposium on Functional and Logic Programming [5]
- HOPL - History of Programming Languages Conference
- SAS - Static Analysis Symposium [5][29]

formerly: WSA - "Workshop on Static Analysis"

## Sistemi v realnem časuinvgrajeni sistemi
- RTSS - IEEE Real-Time Systems Symposium [1][3][30]
- LCTES - ACM SIGPLAN/SIGBED Conference on Languages, Compilers, and Tools for Embedded Systems [5]
- CASES - International Conference on Compilers, Architecture, and Synthesis for Embedded Systems [5]
- EMSOFT - International Conference on Embedded Software [5]
- ECRTS - Euromicro Conference on Real-Time Systems [5]
- SCOPES - International Workshop on Software and Compilers for Embedded Systems [5]

## Računalniška varnostandzasebnost
- S&P - IEEE Symposium on Security and Privacy [4][5]
- CRYPTO - International Cryptology Conference [1][3][4]
- USENIX Security Symposium [5]
- CCS - ACM Conference on Computer and Communications Security [1][4][9][12]
- EUROCRYPT - International Conference on the Theory and Applications of Cryptographic Techniques [1][4]
- CSF - Computer Security Foundations Symposium [4][5][9]

formerly: CSFW - "Computer Security Foundations Workshop"
- NDSS - Network and Distributed System Security Symposium [4][5]
- ESORICS - European Symposium on Research in Computer Security [5]
- ASIACRYPT - International Conference on the Theory and Application of Cryptology and Information Security [4][5]
- FSE - Fast Software Encryption Workshop
- ANTS - Algorithmic Number Theory Symposium
- RSA - RSA Conference
- CHES - Workshop on Cryptographic Hardware and Embedded Systems
- PKC - International Workshop on Practice and Theory in Public Key Cryptography
- RAID - International Symposium on Recent Advances in Intrusion Detection [5]
- TCC - Theory of Cryptography Conference
- ARES - International Conference on Availability, Reliability and Security

## Znanstveno računstvo
- ISSAC - International Symposium on Symbolic and Algebraic Computation [1][7]
- PPSC - SIAM Conference on Parallel Processing for Scientific Computing [7]

## Programski inžinering
- CAV - Computer Aided Verification [1][9][29]
- ICSE - International Conference on Software Engineering [1]
- FSE - ACM SIGSOFT Symposium on the Foundations of Software Engineering [5][9][29]
- TACAS - International Conference on Tools and Algorithms for Construction and Analysis of Systems [5][29]
- PEPM - ACM SIGPLAN Workshop on Partial Evaluation and Semantic-Based Program Manipulation [3][5]
- SAS - Static Analysis Symposium [5][29]

formerly: WSA - "Workshop on Static Analysis"
- ESEC - European Software Engineering Conference [29]
- RTA - International Conference on Rewriting Techniques and Applications [5]
- ICSM - International Conference on Software Maintenance [5]
- ASE - IEEE/ACM International Conference on Automated Software Engineering [5]
- MoDELS - ACM/IEEE International Conference on Model Driven Engineering Languages and Systems [5]

formerly: UML - "International Conference on the Unified Modeling Language"
- RE - IEEE International Requirements Engineering Conference [5]
- ICSR - International Conference on Software Reuse [5]
- ICECCS - International Conference on Engineering of Complex Computer Systems [5]
- ASWEC - Australian Software Engineering Conference
- CUSEC - Canadian University Software Engineering Conference
- FM - International Symposium on Formal Methods [5]

formerly: FME - "Formal Methods Europe"
- SEFM - IEEE International Conference on Software Engineering and Formal Methods
- ZUM - Z User Meeting (latterly ZB and ABZ)
- SAC - ACM SIGAPP Symposium on Applied Computing

## Brezžična omrežja tipal
- SenSys - ACM Conference on Embedded Networked Sensor Systems [1][31]
- IPSN - ACM/IEEE International Conference on Information Processing in Sensor Networks [1][31]
- EWSN - European Conference on Wireless Sensor Networks [5][31]

formerly: "European Workshop on Wireless Sensor Networks"
- PerCom - IEEE International Conference on Pervasive Computing and Communications [1]
- WiOpt - ICST International Conference on Wireless Optimization [32]